# Wingdings
Wingdings là một bộ phông chữ dingbat hiển thị các chữ cái dưới dạng nhiều biểu tượng khác nhau. Ban đầu chúng được Microsoft phát triển vào năm 1990 bằng cách kết hợp các ký tự từ "biểu tượng Lucida", "mũi tên" và "ngôi sao", và được cấp phép từ Charles Bigelow và Kris Holmes. Một số phiên bản của chuỗi bản quyền phông chữ này có ghi công Type Solutions, Inc., nhà sản xuất công cụ dùng để tối ưu hóa phông chữ.
Ban đầu, không có ký tự nào trong số này được ánh xạ sang Unicode; tuy nhiên, Unicode đã phê duyệt việc bổ sung nhiều biểu tượng từ các phông chữ Wingdings và Webdings trong Unicode 7.0.

## Các phiên bản

### Wingdings
Wingdings là một phông chữ dingbat định dạng TrueType được tích hợp trong Microsoft Windows từ phiên bản 3.1 trở đi cũng như trong nhiều gói ứng dụng thời đó.
Nhãn hiệu Wingdings thuộc sở hữu của Microsoft, thiết kế cùng thứ tự ký tự của nó đã được cấp Bằng sáng chế Thiết kế Hoa Kỳ D341848 vào năm 1993. Bằng sáng chế này hết hạn vào năm 2007. Ở nhiều quốc gia khác, một Bằng sáng chế Thiết kế thường được gọi là thiết kế đã đăng ký (registered design}) nhằm ngăn chặn việc sao chép chứ không phải để khẳng định một phát minh mới.
Phông chữ này chứa nhiều hình dạng và biểu tượng phổ biến, cũng như một số ký hiệu quốc tế được công nhận như Ngôi sao David, các biểu tượng của Đai Hoàng Đạo, dấu chỉ mục (manicule), cử chỉ tay và ký hiệu "và" (&) ít phổ biến. Mặc dù bảng mã này có thể hiển thị các biểu tượng có bóng hoặc màu (do trình duyệt không hỗ trợ ký tự U+FE0E ︎ [[|]]), tất cả ký tự trong phông chữ này đều chỉ có hai màu đen trắng.

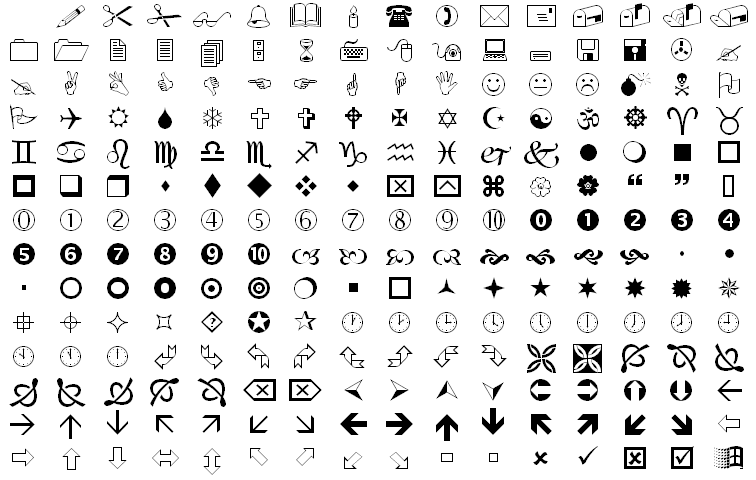
Bảng các ký tự của Wingdings

| Wingdings |    |    |    |    |    |    |    |    |    |    |    |    |    |    |    |       |
|           | 0  | 1  | 2  | 3  | 4  | 5  | 6  | 7  | 8  | 9  | A  | B  | C  | D  | E  | F     |
| 0x        |    |    |    |    |    |    |    |    |    |    |    |    |    |    |    |       |
| 1x        |    |    |    |    |    |    |    |    |    |    |    |    |    |    |    |       |
| 2x        | SP | 🖉  | ✂  | ✁  | 👓︎ | 🕭  | 🕮  | 🕯︎  | 🕿  | ✆  | 🖂  | 🖃  | 📪︎ | 📫︎ | 📬︎ | 📭︎    |
| 3x        | 🗀  | 🗁  | 🗎  | 🗏  | 🗐  | 🗄︎  | ⏳︎ | 🖮  | 🖰  | 🖲︎  | 🖳  | 🖴  | 🖫  | 🖬  | ✇  | ✍︎     |
| 4x        | 🖎  | ✌︎  | 🖏  | 👍︎ | 👎︎ | ☜  | ☞  | ☝︎  | 🖗  | 🖐︎  | ☺  | 😐︎ | ☹  | 💣︎ | 🕱  | 🏳     |
| 5x        | 🏱  | ✈  | ☼  | 🌢  | ❄  | 🕆  | ✞  | 🕈  | ✠  | ✡  | ☪  | ☯  | 🕉︎  | ☸  | ♈︎ | ♉︎    |
| 6x        | ♊︎ | ♋︎ | ♌︎ | ♍︎ | ♎︎ | ♏︎ | ♐︎ | ♑︎ | ♒︎ | ♓︎ | 🙰  | 🙵  | ⚫︎ | 🔾  | ◼  | 🞏     |
| 7x        | 🞐  | ❑  | ❒  | 🞟  | ⧫  | ◆  | ❖  | 🞙  | ⌧  | ⮹  | ⌘  | 🏵︎  | 🏶  | 🙶  | 🙷  |       |
| 8x        | 🄋  | ➀  | ➁  | ➂  | ➃  | ➄  | ➅  | ➆  | ➇  | ➈  | ➉  | 🄌  | ➊  | ➋  | ➌  | ➍     |
| 9x        | ➎  | ➏  | ➐  | ➑  | ➒  | ➓  | 🙢  | 🙠  | 🙡  | 🙣  | 🙞  | 🙜  | 🙝  | 🙟  | ∙  | •     |
| Ax        | ⬝  | ⭘  | 🞆  | 🞈  | 🞊  | 🞋  | 🔿  | ▪  | 🞎  | 🟁  | 🟅  | ★  | 🟋  | 🟏  | 🟓  | 🟑     |
| Bx        | ⯐  | ⌖  | ⯎  | ⯏  | ⯑  | ✪  | ✰  | 🕐︎ | 🕑︎ | 🕒︎ | 🕓︎ | 🕔︎ | 🕕︎ | 🕖︎ | 🕗︎ | 🕘︎    |
| Cx        | 🕙︎ | 🕚︎ | 🕛︎ | ⮰  | ⮱  | ⮲  | ⮳  | ⮴  | ⮵  | ⮶  | ⮷  | 🙪  | 🙫  | 🙕  | 🙔  | 🙗     |
| Dx        | 🙖  | 🙐  | 🙑  | 🙒  | 🙓  | ⌫  | ⌦  | ⮘  | ⮚  | ⮙  | ⮛  | ⮈  | ⮊  | ⮉  | ⮋  | 🡨     |
| Ex        | 🡪  | 🡩  | 🡫  | 🡬  | 🡭  | 🡯  | 🡮  | 🡸  | 🡺  | 🡹  | 🡻  | 🡼  | 🡽  | 🡿  | 🡾  | ⇦     |
| Fx        | ⇨  | ⇧  | ⇩  | ⬄  | ⇳  | ⬁  | ⬀  | ⬃  | ⬂  | 🢬  | 🢭  | 🗶  | ✓  | 🗷  | 🗹  | [ a ] |

### Wingdings 2
Wingdings 2 là một phông chữ TrueType được phân phối cho nhiều ứng dụng khác nhau của Microsoft, bao gồm cả Microsoft Office cho đến phiên bản 2010. Phông chữ được phát triển vào năm 1990 bởi Type Solutions, Inc và hiện thuộc bản quyền của Microsoft Corporation. Một số đặc điểm nổi bật của Wingdings 2 gồm 16 biến thể của index, chữ-số trong khung từ 1 đến 10, nhiều dạng dấu và (&) và xen kẽ (‽), vô số khối hình học và một dấu hoa thị (⁂).

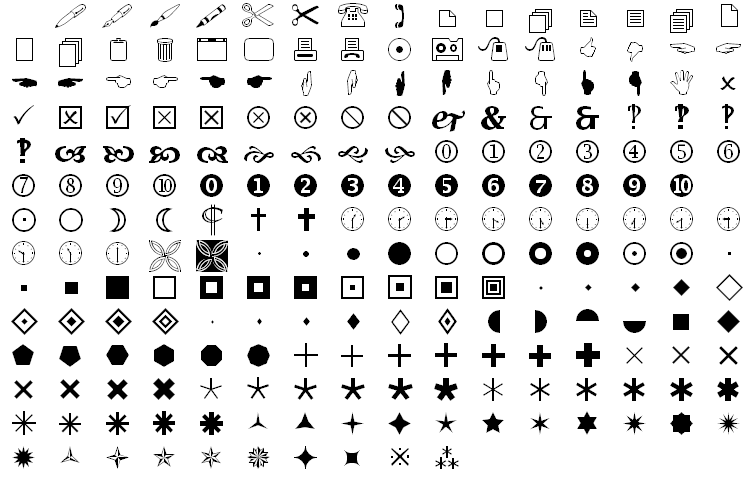
Bảng các ký tự của Wingdings 2

| Wingdings 2 |    |    |    |    |   |   |   |    |    |    |    |    |    |    |    |    |
|             | 0  | 1  | 2  | 3  | 4 | 5 | 6 | 7  | 8  | 9  | A  | B  | C  | D  | E  | F  |
| 0x          |    |    |    |    |   |   |   |    |    |    |    |    |    |    |    |    |
| 1x          |    |    |    |    |   |   |   |    |    |    |    |    |    |    |    |    |
| 2x          | SP | 🖊  | 🖋  | 🖌  | 🖍 | ✄ | ✀ | 🕾  | 🕽  | 🗅  | 🗆  | 🗇  | 🗈  | 🗉  | 🗊  | 🗋  |
| 3x          | 🗌  | 🗍  | 📋︎ | 🗑  | 🗔 | 🖵 | 🖶 | 🖷  | 🖸  | 🖭  | 🖯  | 🖱  | 🖒  | 🖓  | 🖘  | 🖙  |
| 4x          | 🖚  | 🖛  | 👈︎ | 👉︎ | 🖜 | 🖝 | 🖞 | 🖟  | 🖠  | 🖡  | 👆︎ | 👇︎ | 🖢  | 🖣  | 🖑  | 🗴  |
| 5x          | 🗸  | 🗵  | ☑  | ⮽  | ☒ | ⮾ | ⮿ | 🛇  | ⦸  | 🙱  | 🙴  | 🙲  | 🙳  | ‽  | 🙹  | 🙺  |
| 6x          | 🙻  | 🙦  | 🙤  | 🙥  | 🙧 | 🙚 | 🙘 | 🙙  | 🙛  | ⓪  | ①  | ②  | ③  | ④  | ⑤  | ⑥  |
| 7x          | ⑦  | ⑧  | ⑨  | ⑩  | ⓿ | ❶ | ❷ | ❸  | ❹  | ❺  | ❻  | ❼  | ❽  | ❾  | ❿  |    |
| 8x          | ☉  | 🌕︎ | ☽  | ☾  | ⸿ | ✝ | 🕇 | 🕜︎ | 🕝︎ | 🕞︎ | 🕟︎ | 🕠︎ | 🕡︎ | 🕢︎ | 🕣︎ | 🕤︎ |
| 9x          | 🕥︎ | 🕦︎ | 🕧︎ | 🙨  | 🙩 | ⋅ | 🞄 | ⦁  | ●  | ○  | 🞅  | 🞇  | 🞉  | ⊙  | ⦿  | 🞌  |
| Ax          | 🞍  | ◾︎ | ■  | □  | 🞑 | 🞒 | 🞓 | 🞔  | ▣  | 🞕  | 🞖  | 🞗  | 🞘  | ⬩  | ⬥  | ◇  |
| Bx          | 🞚  | ◈  | 🞛  | 🞜  | 🞝 | 🞞 | ⬪ | ⬧  | ◊  | 🞠  | ◖  | ◗  | ⯊  | ⯋  | ⯀  | ⯁  |
| Cx          | ⬟  | ⯂  | ⬣  | ⬢  | ⯃ | ⯄ | 🞡 | 🞢  | 🞣  | 🞤  | 🞥  | 🞦  | 🞧  | 🞨  | 🞩  | 🞪  |
| Dx          | 🞫  | 🞬  | 🞭  | 🞮  | 🞯 | 🞰 | 🞱 | 🞲  | 🞳  | 🞴  | 🞵  | 🞶  | 🞷  | 🞸  | 🞹  | 🞺  |
| Ex          | 🞻  | 🞼  | 🞽  | 🞾  | 🞿 | 🟀 | 🟂 | 🟄  | 🟆  | 🟉  | 🟊  | ✶  | 🟌  | 🟎  | 🟐  | 🟒  |
| Fx          | ✹  | 🟃  | 🟇  | ✯  | 🟍 | 🟔 | ⯌ | ⯍  | ※  | ⁂  |    |    |    |    |    |    |

### Wingdings 3
Wingdings 3 là một phông chữ dingbat định dạng TrueType được phân phối với Microsoft Office (lên đến phiên bản 2010) và một số sản phẩm khác của Microsoft.
Phông chữ ban đầu được phát triển vào năm 1990 bởi Type Solutions, Inc. Từ năm 2006, bản quyền thuộc về Microsoft Corporation. Wingdings 3 hầu như chỉ bao gồm các biến thể mũi tên cùng nhiều ký hiệu dành cho phím bấm theo tiêu chuẩn ISO/IEC 9995-7.

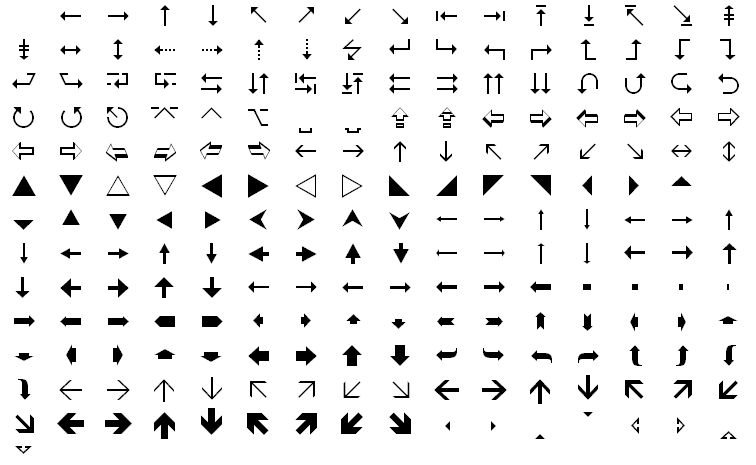
Bảng các ký tự của Wingdings 3

| Wingdings 3 |    |   |   |   |   |   |   |   |   |   |   |   |   |   |   |   |
|             | 0  | 1 | 2 | 3 | 4 | 5 | 6 | 7 | 8 | 9 | A | B | C | D | E | F |
| 0x          |    |   |   |   |   |   |   |   |   |   |   |   |   |   |   |   |
| 1x          |    |   |   |   |   |   |   |   |   |   |   |   |   |   |   |   |
| 2x          | SP | ⭠ | ⭢ | ⭡ | ⭣ | ⭦ | ⭧ | ⭩ | ⭨ | ⭰ | ⭲ | ⭱ | ⭳ | ⭶ | ⭸ | ⭻ |
| 3x          | ⭽  | ⭤ | ⭥ | ⭪ | ⭬ | ⭫ | ⭭ | ⭍ | ⮠ | ⮡ | ⮢ | ⮣ | ⮤ | ⮥ | ⮦ | ⮧ |
| 4x          | ⮐  | ⮑ | ⮒ | ⮓ | ⮀ | ⮃ | ⭾ | ⭿ | ⮄ | ⮆ | ⮅ | ⮇ | ⮏ | ⮍ | ⮎ | ⮌ |
| 5x          | ⭮  | ⭯ | ⎋ | ⌤ | ⌃ | ⌥ | ␣ | ⍽ | ⇪ | ⮸ | 🢠 | 🢡 | 🢢 | 🢣 | 🢤 | 🢥 |
| 6x          | 🢦  | 🢧 | 🢨 | 🢩 | 🢪 | 🢫 | 🡐 | 🡒 | 🡑 | 🡓 | 🡔 | 🡕 | 🡗 | 🡖 | 🡘 | 🡙 |
| 7x          | ▲  | ▼ | △ | ▽ | ◀ | ▶ | ◁ | ▷ | ◣ | ◢ | ◤ | ◥ | 🞀 | 🞂 | 🞁 |   |
| 8x          | 🞃  | ⯅ | ⯆ | ⯇ | ⯈ | ⮜ | ⮞ | ⮝ | ⮟ | 🠐 | 🠒 | 🠑 | 🠓 | 🠔 | 🠖 | 🠕 |
| 9x          | 🠗  | 🠘 | 🠚 | 🠙 | 🠛 | 🠜 | 🠞 | 🠝 | 🠟 | 🠀 | 🠂 | 🠁 | 🠃 | 🠄 | 🠆 | 🠅 |
| Ax          | 🠇  | 🠈 | 🠊 | 🠉 | 🠋 | 🠠 | 🠢 | 🠤 | 🠦 | 🠨 | 🠪 | 🠬 | 🢜 | 🢝 | 🢞 | 🢟 |
| Bx          | 🠮  | 🠰 | 🠲 | 🠴 | 🠶 | 🠸 | 🠺 | 🠹 | 🠻 | 🢘 | 🢚 | 🢙 | 🢛 | 🠼 | 🠾 | 🠽 |
| Cx          | 🠿  | 🡀 | 🡂 | 🡁 | 🡃 | 🡄 | 🡆 | 🡅 | 🡇 | ⮨ | ⮩ | ⮪ | ⮫ | ⮬ | ⮭ | ⮮ |
| Dx          | ⮯  | 🡠 | 🡢 | 🡡 | 🡣 | 🡤 | 🡥 | 🡧 | 🡦 | 🡰 | 🡲 | 🡱 | 🡳 | 🡴 | 🡵 | 🡷 |
| Ex          | 🡶  | 🢀 | 🢂 | 🢁 | 🢃 | 🢄 | 🢅 | 🢇 | 🢆 | 🢐 | 🢒 | 🢑 | 🢓 | 🢔 | 🢖 | 🢕 |
| Fx          | 🢗  |   |   |   |   |   |   |   |   |   |   |   |   |   |   |   |

## Tranh cãi

Các ký hiệu "NYC" được gõ trong Wingdings

Vào năm 1992, chỉ vài ngày sau khi phát hành Windows 3.1, người ta phát hiện ra rằng chuỗi ký tự "NYC" (New York City) trong Wingdings được hiển thị dưới dạng biểu tượng đầu lâu xương chéo, ngôi sao David, và ngón tay cái chỉ lên. Nhiều người cho rằng đây là một thông điệp bài Do Thái ám chỉ cộng đồng người Do Thái lớn ở New York. Microsoft kiên quyết bác bỏ cáo buộc này, khẳng định việc sắp xếp các ký tự trong phông chữ hoàn toàn ngẫu nhiên. Trong phiên bản Webdings phát hành sau này, "NYC" được thiết kế thành hình mắt, trái tim và đường chân trời thành phố, ám chỉ biểu trưng "I Love New York"

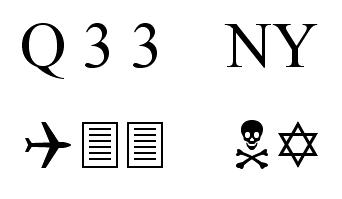
Các ký hiệu "Q33 NY" được gõ trong Wingdings

Sau ngày 11 tháng 9 năm 2001, một email lan truyền khẳng định rằng nếu gõ "Q33 NY" (được cho là số hiệu chuyến bay của chiếc máy bay đầu tiên đâm vào Tòa tháp đôi) trong Wingdings sẽ hiện chuỗi ký tự: máy bay hướng đông, hai biểu tượng tờ giấy chữ nhật (có thể hiểu là tòa nhà), đầu lâu xương chéo và ngôi sao David. Đây là một trò lừa bịp; số hiệu chuyến bay của hai chiếc máy bay đâm vào tòa tháp là AA11 và UA175; số đuôi máy bay là N334AA và N612UA.

## Trong văn hóa đại chúng
- Trong trò chơi điện tử độc lập Undertale được tạo bởi Toby Fox, một nhân vật ẩn được biết đến là W. D. Gaster sử dụng phông chữ Wingdings để giao tiếp.[10] Cụ thể, Gaster dùng phông này trong Lab Entry #17, một phiên bản cũ hơn của website Deltarune.[11]
- Trong một tiểu phẩm của Saturday Night Live vào tháng 4 năm 2024, Ryan Gosling đóng vai Stephen Wingdings, con trai của người sáng tạo hư cấu Wingdings—Jonathan Wingdings—một người cha luôn "khó đọc" (ám chỉ phông chữ toàn ký hiệu)[12]
- Trong một tập phim của Teen Titans Go! xuất hiện một phiên bản chế của Wingdings có tên là "Zimdings". Khi Robin chọn phông này, cả thị trấn bị "nhiễm" ký tự Zimdings và nhóm Titans phải tìm cách khắc phục.